# Liste der denkmalgeschützten Objekte in Gosau
Die Liste der denkmalgeschützten Objekte in Gosau enthält die 9 denkmalgeschützten, unbeweglichen Objekte der Gemeinde Gosau im oberösterreichischen Bezirk Gmunden.

## Denkmäler
| Foto |                 | Denkmal | Standort                            | Beschreibung | Metadaten |
| ---- | --------------- | --- | ----------------------------------- | --- | --- |
| ja   | Datei hochladen | Kath. Pfarrkirche hl. Sebastian und ehem. Friedhof HERIS-ID: 37928 Objekt-ID: 37351                                        | Gosau Standort KG: Gosau            | Der Friedhof wird im oberösterreichischen Friedhofsverzeichnis neben einem zweiten protestantischen als aufrecht geführt. Eine katholische Pfarrkirche ist in Gosau bereits um das Jahr 1500 erwähnt. Der Turm wurde 1864–1865 erbaut, 1874 erfolgte die Verlängerung von Chor und Schiff. Die Kirche besitzt ein einschiffiges, vierjochiges Langhaus, einen 5/8-Chor und ein gotisierendes Netzrippengewölbe. Der Nordturm ist mit Spitzhelm ausgeführt. | BDA-Hist.: Q16320620 Status: § 2a Stand der BDA-Liste: 2025-06-30 Name: Kath. Pfarrkirche hl. Sebastian und ehem. Friedhof GstNr.: .157 Pfarrkirche hl. Sebastian (Gosau)                                 |
| ja   | Datei hochladen | Evang. Pfarrhof HERIS-ID: 67750 Objekt-ID: 80731                                                                           | Gosau 179 Standort KG: Gosau        | → Hauptartikel : Evangelische Pfarrkirche Gosau f1 | BDA-Hist.: Q63986557 Status: § 2a Stand der BDA-Liste: 2025-06-30 Name: Evang. Pfarrhof GstNr.: .126 |
| ja   | Datei hochladen | Forstarbeiterwohnhaus, ehem. Salinen- bzw. Forstverwaltungsgebäude, sog. Oberes Forsthaus HERIS-ID: 52154 Objekt-ID: 58446 | Kirchenstraße 7 Standort KG: Gosau  | | BDA-Hist.: Q38049479 Status: Bescheid Stand der BDA-Liste: 2025-06-30 Name: Forstarbeiterwohnhaus, ehem. Salinen- bzw. Forstverwaltungsgebäude, sog. Oberes Forsthaus GstNr.: .119/3                      |
| ja   | Datei hochladen | Evang. Pfarrkirche A.B. HERIS-ID: 52155 Objekt-ID: 58447                                                                   | Kirchenstraße 21 Standort KG: Gosau | Nach Plänen von Hermann Wehrenfennig in den Jahren 1864 bis 1869 errichtet. | BDA-Hist.: Q19772371 Status: § 2a Stand der BDA-Liste: 2025-06-30 Name: Evang. Pfarrkirche A.B. GstNr.: .127 Protestant church in Gosau                                                                   |
| ja   | Datei hochladen | Bauernhaus Riepler/Rieplgütl HERIS-ID: 46750 Objekt-ID: 48902                                                              | Schlierwaag 14 Standort KG: Gosau   | In dem kleinen Hof wurde 1755 der Raxkönig Georg Hubmer geboren. Das typische „Salzkammergut Einhaus“ ist daher nicht nur als Baudenkmal, sondern auch als Gedenkstätte für Hubmer und den Protestantismus in Österreich interessant. | BDA-Hist.: Q38023407 Status: Bescheid Stand der BDA-Liste: 2025-06-30 Name: Bauernhaus Riepler/Rieplgütl GstNr.: .172                                                                                     |
| ja   | Datei hochladen | Kalvarienbergkapelle und 2 Kreuzwegstationen HERIS-ID: 67742 Objekt-ID: 80723                                              | Standort KG: Gosau                  | Die Kalvarienbergkapelle stammt aus dem Jahr 1775. Die Bauausführung ist tonnengewölbt mit Halbkreis-Chorschluss. Der östliche Dachreiter besitzt einen Doppelzwiebelhelm. Die Kreuzigungsgruppe ist barock. | BDA-Hist.: Q16325944 Status: § 2a Stand der BDA-Liste: 2025-06-30 Name: Kalvarienbergkapelle und 2 Kreuzwegstationen GstNr.: 386/1, .134/2 Calvary Gosau                                                  |
| ja   | Datei hochladen | Trassenabschnitt Soleleitung von Hallstatt nach Ebensee HERIS-ID: 112908 Objekt-ID: 131133seit 2017                        | Standort KG: Gosau                  | → Hauptartikel : Soleleitung Hallstatt – Bad Ischl – Ebensee f1 | BDA-Hist.: Q37832576 Status: Bescheid Stand der BDA-Liste: 2025-06-30 Name: Trassenabschnitt Soleleitung von Hallstatt nach Ebensee GstNr.: 988/31 Brine pipeline Hallstatt - Bad Ischl - Ebensee         |
| ja   | Datei hochladen | Soleleitung, Gosauzwang-Brücke HERIS-ID: 112924 Objekt-ID: 131149seit 2017                                                 | Standort KG: Gosau                  | Die Gosauzwangbrücke überspannt den Gosaubach in etwa 30 Metern Höhe auf sechs Pfeilern aus Kalkstein-Quadermauerwerk. Über die 133 m lange Brücke führen die Sole-Pipeline und der parallel verlaufende Fußweg. Sie wurde zwischen 1755 und 1758 erbaut. Anmerkung: Die Gosauzwangbrücke erstreckt sich über die Gemeinden Hallstatt und Gosau. | BDA-Hist.: Q64026655 Status: Bescheid Stand der BDA-Liste: 2025-06-30 Name: Soleleitung, Gosauzwang-Brücke GstNr.: 988/31 Gosauzwang (brine pipeline bridge)                                              |
| ja   | Datei hochladen | Soleleitung, Strehnknechtstube (Wegmacherhaus) beim Gosauzwang HERIS-ID: 112925 Objekt-ID: 131150seit 2017                 | Standort KG: Gosau                  | → Hauptartikel : Soleleitung Hallstatt – Bad Ischl – Ebensee f1 | BDA-Hist.: Q37832715 Status: Bescheid Stand der BDA-Liste: 2025-06-30 Name: Soleleitung, Strehnknechtstube (Wegmacherhaus) beim Gosauzwang GstNr.: 959/128 Brine pipeline Hallstatt - Bad Ischl - Ebensee |